# Fussballclub Admira Wacker Mödling 2011-2012
Questa voce raccoglie le informazioni riguardanti lo Fussballclub Admira Wacker Mödling nelle competizioni ufficiali della stagione calcistica 2011-2012.

## Rosa
| N. |                     | Ruolo | Calciatore          |
| -- | ------------------- | ----- | ------------------- |
| 1  | Austria (bandiera)  | P     | Hans-Peter Berger   |
| 12 | Austria (bandiera)  | P     | Patrick Tischler    |
| 2  | Austria (bandiera)  | D     | Richard Windbichler |
| 3  | Austria (bandiera)  | D     | Stephan Palla       |
| 4  | Austria (bandiera)  | D     | Gernot Plassnegger  |
| 5  | Austria (bandiera)  | D     | Daniel Drescher     |
| 14 | Austria (bandiera)  | D     | Andreas Schrott     |
| 16 | Austria (bandiera)  | D     | Markus Lackner      |
| 17 | Austria (bandiera)  | D     | Christopher Dibon   |
| 11 | Austria (bandiera)  | C     | Emin Sulimani       |
| 8  | Austria (bandiera)  | C     | Bernhard Schachner  |
| 15 | Giappone (bandiera) | C     | Yukihisa Tomori     |
| 18 | Austria (bandiera)  | C     | René Schicker       |

| N. |                                 | Ruolo | Calciatore        |  |
| -- | ------------------------------- | ----- | ----------------- |  |
| 26 | Austria (bandiera)              | C     | Daniel Toth       |  |
| 21 | Serbia (bandiera)               | C     | Ivan Laudanovic   |  |
| 6  | Rep. Ceca (bandiera)            | C     | Martin Zeman      |  |
| 7  | Rep. Ceca (bandiera)            | C     | Patrik Ježek      |  |
| 19 | Bosnia ed Erzegovina (bandiera) | A     | Mihret Topčagić   |  |
| 9  | Burkina Faso (bandiera)         | A     | Issiaka Ouédraogo |  |
| 10 | Costa Rica (bandiera)           | A     | Froylán Ledezma   |  |
| 20 | Austria (bandiera)              | A     | Benjamin Sulimani |  |
| 22 | Austria (bandiera)              | A     | Ken Noel          |  |
| 24 | Austria (bandiera)              | A     | Marcel Sabitzer   |  |
| 27 | Austria (bandiera)              | A     | Maximilian Sax    |  |
| 28 | Austria (bandiera)              | C     | Michael Horvath   |  |